# 朱阿根
朱阿根（1904年—？），又名朱志远、朱琪、朱祺，中国共产党早期政治人物。

## 生平
四一二政变后，1927年10月根据组织安排乘坐苏联货轮从上海出发赴莫斯科中山大学学习，入学前身份为工人。
1930年6月，任沪东区工会联合会主任。
1931年1月17日，中共江南省委改组为中共江苏省委。1931年1月—1931年6月，1933年6月至1933年11月朱阿根任中共江苏省委常委。
1931年2月至1931年6月任中共沪东区委书记。
1933年6月被任命为中共江苏省委组织部长。1933年11月23日，中共上海中央局决定改组江苏省委。苏华（即李抱一、李实）继任组织部长。
有他被捕后叛变的说法：
- 在1933年1月中共临时中央局由上海迁驻瑞金（职工部部长刘少奇和全国总工会党团书记陈云均一同迁入）之后任留驻上海的中共中央上海局职工部部长。1933年冬，赴江西瑞金，黄文杰继任。1934年1月作为列席代表出席中国共产党第六届中央委员会第五次全体会议。[8]第二次全國蘇維埃代表大會選舉朱琪为中央執行委員會委員。[9][10]刘少奇任全总苏区中央执行局委员长，朱琪和陈云任副委员长。1934年7月继刘少奇任全总苏区中央执行局委员长[11]
- 在罗明及其妻子谢小梅部分审定的《罗明回忆录》中，是1935年叛变的。[12]
- 在郭華倫編著《中共史論》中，提到1935年四月与罗明留守貴州北盤江一帶进行游擊戰爭。[註 1][13]